# Ahmad Nami
Al-Damad Ahmad Nami, noto anche con lo pseudonimo di Damat Ahmet Nami (Beirut, 1873 – Beirut, 13 dicembre 1962), è stato un politico siriano, quinto primo ministro della Siria e secondo presidente della Siria dal 1926 al 1928.

## Biografia
Ahmad Nami nacque nel 1873 a Beirut da una famiglia benestante imparentata con la dinastia ottomana. Suo padre Fakhri Bey era il governatore di Beirut durante il dominio ottomano.
Nami studiò all'Accademia militare ottomana ed ebbe un addestramento militare a Parigi. Sposò Ayşe Sultan, figlia del sultano Abdul Hamid II nel 1910. Ebbero due figli: Ömer Nami Osmanoğlu e Osman Nami Osmanoğlu. Nel 1909 la famiglia fu costretta all'esilio in Francia quando il suocero di Nami, il sultano, fu rovesciato dal suo trono dai Giovani Turchi. Nami tornò a Beirut nel 1918 dove amministrò le imprese della sua famiglia.
Nel luglio 1920, gli ufficiali francesi nella regione delegarono Nami a formare un governo in Siria e gli conferirono poteri presidenziali limitati. Entro il 26 aprile 1926, Nami creò il suo gabinetto ufficiale e nominò Husni al-Barazi ministro degli Interni, Fares al-Khoury ministro dell'Istruzione e Lutfi al-Haffar ministro del Commercio. Tuttavia, nel giugno 1926 tutti i ministri si dimisero dai loro incarichi per protestare contro le politiche francesi nei confronti del loro movimento nazionalista; furono poi arrestati dal membro dell'Alto commissario francese nel Levante Henry de Jouvenel. Nami tentò di ottenere il loro rilascio, ma dopo essere stato minacciato di venire incarcerato, decise di sostituire il suo gabinetto con tre politici filo-francesi.
Nami lavorò incessantemente contro la creazione di un Libano separato e promosse i confini storici per preservare l'unità siriana (Grande Siria). Cercò anche di creare un esercito nazionale e chiese l'ingresso nella Società delle Nazioni. Inoltre chiese ai francesi di risarcire i cittadini le cui case erano state distrutte durante la grande rivolta siriana del 1925-27, e chiese anche un'amnistia generale per consentire il ritorno degli esuli siriani. Tuttavia, le autorità di Parigi si opposero alle ambizioni di Nami e lo accusarono di instaurare una monarchia. Di conseguenza, fu rimosso dall'incarico l'8 febbraio 1928.
Nel 1932 i francesi riconsiderarono l'idea di creare un trono in Siria e di nominare Nami re, anche se questo piano non venne mai alla luce. Fu quindi considerato un possibile candidato alla carica presidenziale nel 1940. Tuttavia, il Blocco Nazionale si oppose alla sua leadership.
Nami si ritirò dalla vita pubblica e si trasferì in Libano negli anni quaranta. Occasionalmente si recava in Francia come docente di storia e politica presso la Sorbonne Université.
Era un massone.
Morì il 13 dicembre 1962.